# Max Holloway
Jerome-Max Kelii Holloway (Honolulu, 4 dicembre 1991) è un lottatore di arti marziali miste statunitense.
Combatte nelle divisioni dei pesi piuma e dei pesi leggeri per la promozione statunitense UFC. È detentore del titolo "BMF" UFC dal 13 aprile 2024 ed è stato campione del titolo dei pesi piuma UFC dal 2017 al 2019; tra il 2016 e il 2017 ha detenuto anche il titolo ad interim nella stessa categoria.

## Biografia
Holloway è nato a Honolulu, nelle Hawaii, ma cresciuto a Waianae, un'area nota per i combattimenti di strada. I genitori di Max facevano entrambi uso di sostanze stupefacenti, in particolare sua madre Missy Kapoi era una dipendente da metanfetamine che in seguito riuscì a disintossicarsi. Suo padre, Mark Holloway, il quale abusava costantemente della madre di Max, se ne andò quando quest'ultimo aveva circa 11 anni.
In seguito iniziò a praticare kickboxing all'età di 15 anni, vincendo il suo primo incontro amatoriale in tale disciplina dopo soli tre giorni di allenamento. Nel 2010 si è poi diplomato alla Waianae High School.
Nel 2012 ha sposato Kaimana Pa'aluhi, sua fidanzata di lunga data, la quale ha dato alla luce il suo primo figlio, Rush Holloway. In seguito la coppia si è separata nel 2014 per poi divorziare ufficialmente nel 2017. Dall'inizio del 2020 Holloway ha iniziato a frequentare la surfista hawaiana Alessa Quizon, con la quale si è fidanzato ufficialmente dal 18 novembre dello stesso anno.

## Carriera nelle arti marziali miste

### Primi anni
All'età di diciannove anni Holloway si dedicò alle MMA ottenendo un record di 4-0 e aggiudicandosi la settima posizione tra le migliori promesse per il Bloody Elbow's 2012 World MMA Scouting nella categoria dei pesi piuma. Il primo risultato notevole arrivò nel marzo del 2011, quando sconfisse l'ex campione Strikeforce Harris Sarimento.

### Ultimate Fighting Championship
Holloway debuttò in UFC nel febbraio del 2012 sostituendo l'infortunato Ricardo Lamas per affrontare Dustin Poirier, da cui venne sconfitto per sottomissione al primo round. Al suo secondo match, disputato a giugno durante la finale di The Ultimate Fighter 15, sconfisse per decisione unanime Pat Schilling.
Ad agosto dello stesso anno si scontrò con Justin Lawrence vincendo per KO tecnico nel secondo round; successivamente affrontò Leonard Garcia il 29 dicembre all'evento UFC 155, rimpiazzando l'infortunato Cody McKenzie, e ancora una volta vinse il match per decisione non unanime. A maggio del 2013 venne sconfitto ai punti da Dennis Bermudez, mentre ad agosto sostituì Andy Ogle per poter affrontare l'irlandese Conor McGregor, che lo sconfisse per decisione unanime.
A gennaio del 2014 ritornò alla vittoria sconfiggendo il nuovo arrivato Will Chope per KO tecnico al secondo round, ottenendo anche il riconoscimento Knockout of the Night; ad aprile sconfisse Andre Fili sottomettendolo al terzo round. Ad agosto avrebbe dovuto affrontare Mirsad Bektić, sostituendo l'infortunato Ernest Chavez, ma Bektic venne rimosso dalla card e rimpiazzato dal nuovo arrivato Clay Collard. Holloway vinse per KO tecnico al terzo round.
Ancora una volta Holloway venne scelto come sostituto per affrontare Akira Corassani ad ottobre: l'incontro finì per KO a favore di Holloway, che ottenne il riconoscimento Performance of the Night. A febbraio del 2015 allungò la sua striscia vincente ottenendo un punteggio favorevole dai giudici contro Cole Miller. Ad aprile dovette affrontò Cub Swanson, che riuscì a sottomettere con una ghigliottina al terzo round ottenendo il suo secondo premio Performance of the Night.
Ad agosto affrontò il brasiliano Charles Oliveira vincendo l'incontro per infortunio: dopo poco più di un minuto Holloway arrestò un tentativo di takedown da parte del brasiliano e, ottenendo una posizione dominante in clinch, schiacciò involontariamente la testa di Oliveira contro la gabbia, che essendo mal posizionato estese troppo il collo provocandosi l'infortunio. Successivamente venne rivelato che Oliveira subì lo strappo dell'esofago. Holloway divenne così il più giovane lottatore ad ottenere dieci vittorie in UFC.
A dicembre allunga la sua striscia vincente sconfiggendo per decisione unanime Jeremy Stephens all'evento UFC 194; il 4 giugno 2016 affrontò Ricardo Lamas all'evento UFC 199 e Holloway ottenne un'altra vittoria per decisione unanime.
Il 10 dicembre avrebbe dovuto affrontare l'ex campione dei pesi leggeri UFC Anthony Pettis in un incontro valido per il titolo dei pesi piuma ad interim all'evento UFC 206, ma Pettis superò il limite di peso e questo gli costò la sanzione consistente nel fatto che se avesse vinto l'incontro non avrebbe comunque ottenuto la cintura. Holloway, tuttavia, riuscì a imporsi al quarto round per KO tecnico e a ottenere il suo terzo riconoscimento come Performance of the Night.

#### Campione dei pesi piuma UFC
Il 3 giugno 2017, a UFC 212, Holloway affrontò il brasiliano José Aldo per unificare i titoli dei pesi piuma e riuscì a vincere per KO tecnico alla terza ripresa, ottenendo inoltre il premio Fight of the Night. Il 2 dicembre, a UFC 218, avrebbe dovuto affrontare l'ex campione Frankie Edgar, ma quest'ultimo dovette rinunciare a causa di un infortunio e venne sostituito da Aldo: Holloway riuscì a battere per la seconda volta il brasiliano ancora per KO tecnico alla terza ripresa.
L'incontro con Edgar venne quindi fissato per il 3 marzo a UFC 222, ma stavolta fu Holloway a dover rinunciare a causa di un infortunio. In seguito all'infortunio subìto da Tony Ferguson, Holloway viene scelto come avversario di Khabib Nurmagomedov per UFC 223 il 7 aprile con in palio il titolo dei pesi leggeri, ma successivamente la commissione atletica del Nevada dichiara Holloway non in grado di rientrare nel limite di peso (cosa confermata dalle condizioni dello stesso) e al suo posto viene scelto Al Iaquinta.
Torna a combattere l'8 dicembre 2018 difendendo con successo il titolo dei pesi piuma contro l'imbattuto Brian Ortega, sul quale si impone per TKO (stop medico) alla fine del quarto round. La vittoria gli vale il doppio riconoscimento Fight of the Night e Performance of the Night.
Il 13 aprile 2019 affronta per la seconda volta in carriera Dustin Poirier con in palio il titolo ad interim dei pesi leggeri: ancora una volta, tuttavia, Holloway ha la peggio e al termine dei cinque round viene dichiarato sconfitto per decisione unanime; entrambi ottengono il riconoscimento Fight of the Night.
Il 27 luglio 2019 affronta l'ex campione dei pesi leggeri Frankie Edgar in un incontro valido per il titolo dei pesi piuma; al termine dei cinque round Blessed si conferma campione imponendosi per decisione unanime.
Il 14 dicembre 2019 affronta Alexander Volkanovski e perde dopo il 5º round per decisione unanime dei giudici, perdendo così il titolo di campione dei pesi piuma. Riaffronta nuovamente l'australiano il 12 luglio 2020 per riottenere il titolo, ma viene sconfitto una seconda volta sempre dopo il 5º round ma sta volta per decisione non unanime.
Il 16 gennaio 2021, Holloway ha poi affrontato Calvin Kattar vincendo per decisione unanime dopo avere dominato il suo avversario per tutti e cinque i round. L'incontro fu inoltre talmente spettacolare da far vincere ad entrambi i combattenti il premio Fight of the Night. Torna nell'ottagono a novembre e batte per decisione unanime Yair Rodriguez, guadagnandosi un terzo incontro con Alexander Volkanovski valido per il titolo dei pesi piuma. Il combattimento si conclude con una netta vittoria dell'australiano dopo cinque round.

#### Campione BMF
Il 14 aprile 2024, a UFC 300, Holloway affronta Justin Gaethje detentore del titolo “BMF” UFC dove vince per KO un secondo prima della fine del 5º round. L’incontro fu spettacolare Holloway, che già stava vincendo ai punti, 10 secondi prima della fine del 5º round indica il centro dell’ottagono a Gaethje, lì i due lottatori abbassano la guardia e iniziano a darsi dei pugni a vicenda fino a quando Holloway 1 secondo prima della fine lo colpisce in volto mandandolo KO; Questa vittoria, oltre al titolo “BMF”, gli valse entrambi i riconoscimenti di Fight of the Night e Performance of the Night.

## Risultati nelle arti marziali miste
| Risultato | Record | Avversario            | Metodo                                  | Evento                                         | Data              | Round | Tempo | Luogo                     | Note |
| --------- | ------ | --------------------- | --------------------------------------- | ---------------------------------------------- | ----------------- | ----- | ----- | ------------------------- | --- |
| Vittoria  | 27-8   | Dustin Poirier        | Decisione (unanime)                     | UFC 318                                        | 19 luglio 2025    | 5     | 5:00  | Louisiana, Stati Uniti    | Ritorno nei pesi leggeri. Difende il titolo "BMF" UFC.                                                                     |
| Sconfitta | 26-8   | Ilia Topuria          | KO (pugni)                              | UFC 308                                        | 26 ottobre 2024   | 3     | 1:34  | Abu Dhabi, Emirati Arabi  | Per il titolo dei pesi piuma UFC                                                                                           |
| Vittoria  | 26-7   | Justin Gaethje        | KO (pugno)                              | UFC 300                                        | 13 aprile 2024    | 5     | 4:59  | Las Vegas, Stati Uniti    | Incontro nei pesi leggeri. Vince il titolo "BMF" UFC. Fight of the Night. Performance of the Night. Fight of the Year 2024 |
| Vittoria  | 25-7   | Jung Chan-sung        | KO (pugno)                              | UFC Fight Night: Holloway vs The Korean Zombie | 26 agosto 2023    | 3     | 0:23  | Kallang, Singapore        | Fight of the Night |
| Vittoria  | 24-7   | Arnold Allen          | Decisione (unanime)                     | UFC on ESPN: Holloway vs. Allen                | 15 aprile 2023    | 5     | 5:00  | Kansas, Stati Uniti       | |
| Sconfitta | 23-7   | Alexander Volkanovski | Decisione (unanime)                     | UFC 276                                        | 2 Luglio 2022     | 5     | 5:00  | Las Vegas, Stati Uniti    | Per il titolo dei pesi piuma UFC                                                                                           |
| Vittoria  | 23-6   | Yair Rodríguez        | Decisione (unanime)                     | UFC Fight Night: Holloway vs. Rodríguez        | 13 novembre 2021  | 5     | 5:00  | Las Vegas, Stati Uniti    | Fight of the Night |
| Vittoria  | 22-6   | Calvin Kattar         | Decisione (unanime)                     | UFC on ABC: Holloway vs. Kattar                | 16 gennaio 2021   | 5     | 5:00  | Abu Dhabi, Emirati Arabi  | Fight of the Night |
| Sconfitta | 21-6   | Alexander Volkanovski | Decisione (non unanime)                 | UFC 251: Usman vs. Masvidal                    | 12 luglio 2020    | 5     | 5:00  | Yas Island, Emirati Arabi | Per il titolo dei pesi piuma UFC                                                                                           |
| Sconfitta | 21-5   | Alexander Volkanovski | Decisione (unanime)                     | UFC 245: Usman vs. Covington                   | 14 dicembre 2019  | 5     | 5:00  | Las Vegas, Stati Uniti    | Perde il titolo dei pesi piuma UFC                                                                                         |
| Vittoria  | 21-4   | Frankie Edgar         | Decisione (unanime)                     | UFC 240: Holloway vs. Edgar                    | 27 luglio 2019    | 5     | 5:00  | Edmonton, Canada          | Difende il titolo dei pesi piuma UFC                                                                                       |
| Sconfitta | 20-4   | Dustin Poirier        | Decisione (unanime)                     | UFC 236: Holloway vs. Poirier 2                | 13 aprile 2019    | 5     | 5:00  | Atlanta, Stati Uniti      | Per il titolo dei pesi leggeri UFC ad interim. Fight of the Night                                                          |
| Vittoria  | 20-3   | Brian Ortega          | KO tecnico (stop medico)                | UFC 231: Holloway vs. Ortega                   | 8 dicembre 2018   | 4     | 5:00  | Toronto, Canada           | Difende il titolo dei pesi piuma UFC. Performance of the Night. Fight of the Night                                         |
| Vittoria  | 19-3   | José Aldo             | KO tecnico (pugni)                      | UFC 218: Holloway vs. Aldo 2                   | 3 dicembre 2017   | 3     | 4:51  | Detroit, Stati Uniti      | Difende il titolo dei pesi piuma UFC                                                                                       |
| Vittoria  | 18-3   | José Aldo             | KO tecnico (pugni)                      | UFC 212: Aldo vs. Holloway                     | 3 giugno 2017     | 3     | 4:13  | Rio de Janeiro, Brasile   | Vince ed unifica il titolo dei pesi piuma UFC. Fight of the Night                                                          |
| Vittoria  | 17-3   | Anthony Pettis        | KO Tecnico (pugni)                      | UFC 206: Holloway vs. Pettis                   | 10 dicembre 2016  | 3     | 4:50  | Toronto, Canada           | Vince il titolo dei pesi piuma UFC ad interim. Incontro catchweight (148 libbre). Performance of the Night                 |
| Vittoria  | 16-3   | Ricardo Lamas         | Decisione (unanime)                     | UFC 199: Rockhold vs. Bisping 2                | 4 giugno 2016     | 3     | 5:00  | Inglewood, Stati Uniti    | |
| Vittoria  | 15-3   | Jeremy Stephens       | Decisione (unanime)                     | UFC 194: Aldo vs. McGregor                     | 12 dicembre 2015  | 3     | 5:00  | Las Vegas, Stati Uniti    | |
| Vittoria  | 14-3   | Charles Oliveira      | KO Tecnico (infortunio al collo)        | UFC Fight Night: Holloway vs. Oliveira         | 23 agosto 2015    | 1     | 1:39  | Saskatoon, Canada         | |
| Vittoria  | 13-3   | Cub Swanson           | Sottomissione (ghigliottina)            | UFC on Fox: Machida vs. Rockhold               | 18 aprile 2015    | 3     | 3:58  | Newark, Colorado          | Performance of the Night                                                                                                   |
| Vittoria  | 12-3   | Cole Miller           | Decisione (unanime)                     | UFC Fight Night: Henderson vs. Thatch          | 14 febbraio 2015  | 3     | 5:00  | Broomfield, Colorado      | |
| Vittoria  | 11-3   | Akira Corassani       | KO (pugni)                              | UFC Fight Night: Nelson vs. Story              | 4 ottobre 2014    | 1     | 3:11  | Stoccolma, Svezia         | Performance of the Night                                                                                                   |
| Vittoria  | 10-3   | Clay Collard          | KO Tecnico (pugni)                      | UFC Fight Night: Henderson vs. dos Anjos       | 23 agosto 2014    | 3     | 3:47  | Tulsa, Stati Uniti        | Incontro catchweight (149 libbre)                                                                                          |
| Vittoria  | 9-3    | Andre Fili            | Sottomissione (ghigliottina)            | UFC 172: Jones vs. Teixeira                    | 26 aprile 2014    | 3     | 3:39  | Baltimora, Stati Uniti    | |
| Vittoria  | 8-3    | Will Chope            | KO Tecnico (pugni)                      | UFC Fight Night: Saffiedine vs. Lim            | 4 gennaio 2014    | 2     | 2:27  | Marina Bay, Singapore     | Knockout of the Night |
| Sconfitta | 7-3    | Conor McGregor        | Decisione (unanime)                     | UFC Fight Night: Shogun vs. Sonnen             | 17 agosto 2013    | 3     | 5:00  | Boston, Stati Uniti       | |
| Sconfitta | 7-2    | Dennis Bermudez       | Decisione (non unanime)                 | UFC 160: Velasquez vs. Bigfoot 2               | 25 maggio 2013    | 3     | 5:00  | Las Vegas, Stati Uniti    | |
| Vittoria  | 7-1    | Leonard Garcia        | Decisione (non unanime)                 | UFC 155: dos Santos vs. Velasquez 2            | 29 dicembre 2012  | 3     | 5:00  | Las Vegas, Stati Uniti    | |
| Vittoria  | 6-1    | Justin Lawrence       | KO Tecnico (pugni)                      | UFC 150: Henderson vs. Edgar 2                 | 11 agosto 2012    | 2     | 4:49  | Denver, Stati Uniti       | |
| Vittoria  | 5-1    | Pat Schilling         | Decisione (unanime)                     | The Ultimate Fighter 15 Finale                 | 1 giugno 2012     | 3     | 5:00  | Las Vegas, Stati Uniti    | |
| Sconfitta | 4-1    | Dustin Poirier        | Sottomissione (mounted triangle armbar) | UFC 143: Diaz vs. Condit                       | 4 febbraio 2012   | 1     | 3:27  | Las Vegas, Stati Uniti    | Debutto in UFC e nei pesi piuma                                                                                            |
| Vittoria  | 4-0    | Eddie Rincon          | Decisione (unanime)                     | UIC 4: War on the Valley Isle                  | 1º luglio 2011    | 3     | 5:00  | Honolulu, Stati Uniti     | |
| Vittoria  | 3-0    | Harris Sarmiento      | Decisione (non unanime)                 | X-1: Champions 3                               | 12 marzo 2011     | 5     | 5:00  | Honolulu, Stati Uniti     | Vince il torneo dei pesi leggeri X-1                                                                                       |
| Vittoria  | 2-0    | Bryson Kamaka         | KO (pugni)                              | X-1: Island Pride                              | 6 novembre 2010   | 1     | 3:09  | Honolulu, Stati Uniti     | |
| Vittoria  | 1-0    | Duke Saragosa         | Decisione (unanime)                     | X-1: Heroes                                    | 11 settembre 2010 | 3     | 5:00  | Honolulu, Stati Uniti     | |

## Filmografia parziale
- Nella tana dei lupi (Den of Thieves), regia di Christian Gudegast (2018)